# Creation Engine
Creation Engine — ігровий рушій, розроблений американською компанією Bethesda Game Studios для використання у власних проектах. Станом на 2022 рік існує три гри, створені з використанням цього рушія. The Elder Scrolls V: Skyrim (2011), Fallout 4 (2015) та Fallout 76 (2018)

## Технічні характеристики
Ігровий рушій Creation Engine був розроблений першочергово для використання в The Elder Scrolls V: Skyrim - останньої (2011) частини в серії рольових ігор The Elder Scrolls.
Попередні ігри серії (The Elder Scrolls IV: Oblivion 2006 року і кілька аддонів для неї), так само як і інші ігри фірми (наприклад, Fallout 3 2008 року) працювали за допомогою ліцензованого рушія Gamebryo.
Creation Engine, створений силами Bethesda, частково заснований на коді Gamebryo (розробленого Emergent Game Technologies і Numerical Design Limited). 
Так як Skyrim є рольовою грою, яка передбачає більшу ігрову локацію, відкриту для вільного пересування, при розробці рушія автори приділяли велику увагу можливості відображати території з великою дистанцією промальовування.Графічний рушій створювався так, щоб об'єкти висвітлювалися більш правдоподібно, ніж раніше, а рендеринг води був більш якісним. Враховуючи те, що провінція Skyrim, в якій відбувається дія однойменної гри має північне розташування, автори приділили увагу реалістичною опрацюванні снігу. Система автоматично, залежно від місцевості, генерує потрібну кількість снігу для дерев, каменів і кущів. 
Замість SpeedTree - сторонньої технології, яка використовувалася в попередній грі серії для візуалізації дерев, автори рушія створили власне програмне рішення.
За штучний інтелект персонажів, які зустрічаються в грі, відповідає власна система - Radiant AI, яка також використовувалася в The Elder Scrolls IV: Oblivion. Для нової частини автори суттєво вдосконалили штучний інтелект, маючи намір створити ілюзію життя городян Skyrim: вони снідають, йдуть на роботу, заходять в паб тощо. Система управління сюжетом, названа Radiant Story, дозволяє розробникам змішувати створені вручну завдання із завданнями, які можуть бути згенеровані випадково з різних умов, крім того завдання можуть з'являтися в різному порядку і відрізнятися залежно від стилю проходження гри.
Для анімації персонажів інтегрована стороння технологія Havok Behavior.
7 лютого розробники також випустили редактор рівнів Creation Kit, який дозволяє користувачам створювати свої модифікації для The Elder Scrolls V: Skyrim. Редактор створений у версії тільки для персонального комп'ютера. 
3 червня 2015 розробник Bethesda Game Studios анонсував нову частину серії рольових ігор Fallout - Fallout 4, також використовує ігровий рушій Creation Engine(оновлений варіант) в якому буде застосовуватися так званий фізично заснований рендеринг (англ. Physical-based rendering) і динамічне об'ємне освітлення (англ. dynamic volumetric lighting). Крім того, була анонсована підтримка модифікацій (і випуск інструментарію для них), які, будучи створеними на ПК, зможуть працювати і у версії гри для консолі Xbox One.

## Ігри, що використовують Creation Engine

### Creation Engine
| Назва                       | Дата Релізу | Платформи                                | Примітка                                  |
| --------------------------- | ----------- | ---------------------------------------- | ----------------------------------------- |
| The Elder Scrolls V: Skyrim | 11.11.2011  | Microsoft Windows,Xbox 360,PlayStation 3 | Перша гра на рушії                        |
| Fallout 4                   | 10.11.2015  | Microsoft Windows,Xbox One,PlayStation 4 | Друга гра на рушії (значно модифікований) |
| Fallout 76                  | 14.11.2018  | Microsoft Windows,Xbox One,PlayStation 4 |                                           |

### Creation Engine 2
| Назва                | Дата Релізу | Платформи                     | Примітка |
| -------------------- | ----------- | ----------------------------- | -------- |
| Starfield            | 2023        | Microsoft Windows,Xbox Series |          |
| The Elder Scrolls VI | TBA         |                               |          |